# Madhur Jaffrey
Madhur Jaffrey (ur. 13 sierpnia 1933 w Delhi) – indyjska aktorka filmowa, teatralna i telewizyjna. Autorka popularnych książek o gotowaniu i podróżach. Większość życia spędziła na Zachodzie – w Wielkiej Brytanii i USA.
Laureatka Srebrnego Niedźwiedzia dla najlepszej aktorki na 15. MFF w Berlinie za debiutancką rolę w filmie Shakespeare Wallah (1965) Jamesa Ivory’ego.